# Teleferie
Teleferie – telewizyjny blok programowy dla młodych widzów, emitowany w TVP1 w okresie ferii zimowych, Wielkanocy i wakacji letnich.
Programy te – emitowane w ciągu tygodnia, w godzinach porannych o ok. 9:00 oraz popołudniowych o ok. godz. 16:00 – były często „letnią wersją” stałych programów z okresu roku szkolnego, takich jak „Tik-Tak” czy „Latający Holender” lub „Teleranek”. Towarzyszył im serial lub film.
Programy te były emitowane do około 1993 roku. Później zostały zastąpione emitowanym codziennie turniejem sportowo-intelektualnym, pod patronatem programu „5-10-15”, w ramach którego rywalizowały ze sobą dzieci z czterech różnych miejscowości Polski (np. z miejscowości pochodzących od nazw dni tygodnia lub miejscowości ze skrajnych punktów Polski).